# Alexandre José Maria dos Santos
Alexandre José Maria dos Santos (Zavala, 18 marzo 1924 – Maputo, 29 settembre 2021) è stato un cardinale e arcivescovo cattolico mozambicano, primo mozambicano a ricevere la porpora cardinalizia.

## Biografia

### Formazione e ministero sacerdotale
Alexandre José Maria dos Santos è nato il 18 marzo 1924 a Zavala, attuale provincia e diocesi di Inhambane, nella parte meridionale della Repubblica del Mozambico, allora parte dell'esteso Impero portoghese. Ha ricevuto la prima formazione sotto la guida dei missionari francescani provenienti dal Portogallo, presenti in molte scuole nel territorio fin dagli albori del XX secolo. In seguito, ha continuato gli studi presso il seminario minore di Amatongas, nella provincia centrale di Manica, anche questo retto dai francescani. Avvertendo la chiamata vocazionale al sacerdozio, è stato inviato a studiare filosofia presso il seminario maggiore, retto questa volta dall'Ordine dei Missionari d'Africa, nell'allora protettorato britannico del Nyasaland (ora Malawi). Quest'ultima scelta è motivata dal fatto che in Mozambico ancora non era stato istituito un seminario maggiore.
Nel 1947, all'età di ventitré anni, si è trasferito in Portogallo per poter intraprendere il noviziato nell'Ordine dei frati minori presso il seminario di Varatojo, vicino a Lisbona. Nella capitale portoghese ha anche studiato teologia, subito dopo aver emesso la professione temporanea nel 1948 e infine, nel 1951, ha emesso la professione solenne. Ha ricevuto l'ordinazione sacerdotale il 25 giugno 1953, ventinovenne, a Lisbona, per imposizione delle mani di Teófilo José Pereira de Andrade, O.F.M., vescovo titolare di Urusi ed emerito di Nampula.
Rientrato in patria nel 1954, ha iniziato a svolgere il proprio ministero pastorale nelle missioni francescane di Inhambane, ruolo svolto per ben diciotto anni. Per due anni, dal 1972 al 1974, è stato consigliere della custodia francescana del Mozambico e rettore del seminario minore in Vila Pery (ora Chimoio), capitale della provincia di Manica.

### Ministero episcopale
Il 23 dicembre 1974 papa Paolo VI lo ha nominato, cinquantenne, arcivescovo metropolita di Lourenço Marques; è succeduto a monsignor Custódio Alvim Pereira, dimissionario su richiesta del papa il 26 agosto precedente perché troppo vicino alle posizioni restrittive del governo portoghese. Ha ricevuto la consacrazione episcopale il 9 marzo 1975, presso il Palazzo dello Sport di Lourenço Marques, per imposizione delle mani del cardinale Agnelo Rossi, prefetto della Congregazione per l'evangelizzazione dei popoli, avendo come co-consacranti il cardinale Laurean Rugambwa, arcivescovo metropolita di Dar-es-Salaam (Tanzania), e monsignor Eduardo André Muaca, vescovo di Malanje (Angola). Come suo motto episcopale il neo vescovo dos Santos ha scelto Servir e não ser servido, che tradotto vuol dire Servire e non per essere servito (Mc 10, 45). Ha preso possesso dell'arcidiocesi durante una cerimonia svoltasi presso la Cattedrale dell'Immacolata Concezione a Lourenço Marques. Il 24 maggio 1976, durante un concistoro presieduto dal papa, ha personalmente richiesto il pallio, simbolo di comunione tra il metropolita e la Santa Sede.
Il 18 settembre 1976, dopo il cambiamento del nome della capitale mozambicana nel febbraio precedente, papa Paolo VI ha deciso di mutare nome anche all'arcidiocesi di Lourenço Marques, che da allora ha assunto l'attuale denominazione di Maputo: dos Santos ne è divenuto il primo metropolita. Tra le molte iniziative pastorali promosse dal futuro cardinale vi sono: relazioni con le comunità ecclesiastiche nei Paesi dell'ex Impero portoghese (Angola, São Tomé e Príncipe, Guinea-Bissau e Capo Verde); vari programmi in ausilio di rifugiati, poveri e vittime della siccità; istituzione della Caritas in Mozambico, di cui è divenuto primo presidente. Infine (dopo averne approvato le norme il 20 aprile), il 22 agosto 1981 ha emesso il decreto per la fondazione dell'istituto religioso femminile delle Francescane di Nostra Signora Madre d'Africa, con il fine di dare nuovo impulso alla vita religiosa in Mozambico.

### Cardinale
Il 29 maggio 1988, dopo la messa domenicale, papa Giovanni Paolo II ha annunciato la sua creazione a cardinale nel concistoro del 28 giugno seguente; sessantaquattrenne, è stato il primo mozambicano a ricevere la porpora cardinalizia nella storia della Chiesa, poiché il porporato Teodósio Clemente de Gouveia, che già aveva retto la sede di Lourenço Marques dal 1936 al 1962, era portoghese. Durante la cerimonia, svoltasi presso l'Aula Paolo VI, gli sono stati conferiti la berretta, l'anello ed il titolo cardinalizio di San Frumenzio ai Prati Fiscali, istituito nello stesso concistoro. 
Ha partecipato alla I Assemblea Speciale per l'Africa del Sinodo dei Vescovi, tenutosi nella Città del Vaticano dal 10 aprile all'8 maggio 1994. Nel 1999, al compimento dei settantacinque anni il cardinale, ha presentato la rinuncia dal governo pastorale dell'arcidiocesi di Maputo, ma il papa gli ha concesso una proroga di altri quattro anni. Il 22 febbraio 2003 papa Giovanni Paolo II ha accettato la sua rinuncia dal governo pastorale dell'arcidiocesi di Maputo per raggiunti limiti d'età, ai sensi del can. 401 § 1 del Codice di diritto canonico, divenendo arcivescovo emerito all'età di quasi settantanove anni; gli è succeduto Francisco Chimoio, O.F.M.Cap., trasferito contestualmente dalla sede di Pemba.
Il 18 marzo 2004, al compimento dell'ottantesimo genetliaco, ha perso il diritto di entrare in conclave ed ha cessato di essere membro dei dicasteri della Curia romana, in conformità all'art. II § 1-2 del motu proprio Ingravescentem Aetatem, pubblicato da papa Paolo VI il 21 novembre 1970. Quindi, per poco più di un anno e un mese non ha potuto partecipare al conclave del 2005, che ha portato all'elezione di papa Benedetto XVI. Ha preso parte anche alla II Assemblea Speciale per l'Africa del Sinodo dei Vescovi, anche questa svoltasi dal 4 al 25 ottobre 2009 nella Città del Vaticano, sul tema "La Chiesa in Africa, al servizio della riconciliazione, della giustizia e della pace: tu sei il sale della terra, tu sei la luce del mondo". Dal 17 luglio 2009, giorno della morte del cardinale mauriziano Jean Margéot, è il più anziano cardinale proveniente dal Continente africano. Non ha potuto partecipare neppure al conclave del 2013, che ha portato all'elezione di papa Francesco.
È morto il 29 settembre 2021 presso l'Instituto de Coração (ICOR) a Maputo all'età di novantasette anni. In seguito alla cerimonia funebre, presieduta dall'arcivescovo Francisco Chimoio il 7 ottobre nella cattedrale dell'Immacolata Concezione alla presenza delle più alte cariche statali, è stato sepolto nella cripta dello stesso edificio.

## Genealogia episcopale e successione apostolica
La genealogia episcopale è:
- Cardinale Scipione Rebiba
- Cardinale Giulio Antonio Santori
- Cardinale Girolamo Bernerio, O.P.
- Arcivescovo Galeazzo Sanvitale
- Cardinale Ludovico Ludovisi
- Cardinale Luigi Caetani
- Cardinale Ulderico Carpegna
- Cardinale Paluzzo Paluzzi Altieri degli Albertoni
- Papa Benedetto XIII
- Papa Benedetto XIV
- Papa Clemente XIII
- Cardinale Bernardino Giraud
- Cardinale Alessandro Mattei
- Cardinale Pietro Francesco Galleffi
- Cardinale Giacomo Filippo Fransoni
- Cardinale Carlo Sacconi
- Cardinale Edward Henry Howard
- Cardinale Mariano Rampolla del Tindaro
- Cardinale Rafael Merry del Val
- Arcivescovo Duarte Leopoldo e Silva
- Arcivescovo Paulo de Tarso Campos
- Cardinale Agnelo Rossi
- Cardinale Alexandre José Maria dos Santos, O.F.M.

La successione apostolica è:
- Vescovo Alberto Setele (1976)
- Cardinale Júlio Duarte Langa (1976)
- Vescovo Adriano Langa, O.F.M. (1998)
- Vescovo Lucio Andrice Muandula (2004)
- Vescovo Ernesto Maguengue (2004)